# 沖縄美里郵便局
沖縄美里郵便局（おきなわみさとゆうびんきょく）は、沖縄県沖縄市にある郵便局。民営化以前の分類では集配普通郵便局であった。

## 概要
住所：〒904-2199 沖縄県沖縄市美里1204-3

## 沿革
- 1882年（明治15年）10月1日 - 美里郵便局（四等）として開設[1]。
- 1899年（明治32年）1月1日 - 貯金取扱を開始。同年12月16日より為替取扱を開始。
- 1945年（昭和20年） - 沖縄が、米軍統治下に入る。
- 1972年（昭和47年）5月15日 - 沖縄返還に伴い、郵政省沖縄郵政管理事務所管轄の集配特定郵便局である沖縄美里郵便局となる[2]。
- 1985年（昭和60年）11月11日 - 沖縄市越来から同市美里に移転。
- 1988年（昭和63年）8月1日 - 特定郵便局から普通郵便局に局種別改定。
- 2000年（平成12年）8月14日 - 外国通貨の両替および旅行小切手の売買に関する業務取扱を開始。
- 2007年（平成19年）10月1日 - 民営化に伴い、併設された郵便事業沖縄美里支店に一部業務を移管。
- 2012年（平成24年）10月1日 - 日本郵便株式会社発足に伴い、郵便事業沖縄美里支店を沖縄美里郵便局に統合。

## 取扱内容
- 郵便、印紙、ゆうパック、内容証明
- 貯金、為替、振替、振込、国際送金、外貨両替・トラベラーズチェック、国債、投資信託
- 生命保険、バイク自賠責保険、自動車保険、がん保険、引受条件緩和型医療保険
- 地方公共団体事務（沖縄市戸籍の謄抄本、沖縄市納税証明書、沖縄市住民票の写し、沖縄市印鑑登録証明書の交付）
- ゆうちょ銀行ATM
- 「904-21xx」区域（沖縄市内の一部地域＝後述）の集配業務
  - 旧コザ市域のうち倉敷・白川[3]
  - 旧中頭郡美里村内全域
- ゆうゆう窓口

## 周辺
- 沖縄県中部福祉保健所
- 沖縄市立宮里中学校
- 沖縄市立美原小学校

## アクセス
- 美里入口バス停（琉球バス交通・沖縄バス）下車、徒歩1分
- 沖縄自動車道 沖縄南ICから東へ、また沖縄北ICから南へそれぞれ約3.5km
- 沖縄県道75号沖縄石川線（美里大通り）と沖縄県道224号具志川環状線の交差点に面する
- 駐車場あり：15台